# Kehä V
La ceinture périphérique V (finnois : Kehä V, suédois : Ring V) est un projet de nouvelle autoroute périphérique de Helsinki, la capitale de la Finlande.

## Le projet
La Kehä V est un projet de développement de ceinture périphérique conduisant de Hanko à Porvoo.
La partie ouest de la route nationale 25, traverse Hanko via Raseborg, Lohja, Vihti, Nurmijärvi et Hyvinkää jusqu'à Mäntsälä.
De Mäntsälä, elle continue en tant que route régionale 55 vers Porvoo.